# 조수아 (가수)
조수아(본명 조현주, 1974년 3월 3일 ~ )는 대한민국의 여성 싱어송라이터 겸 피아노 연주자이다.

## 생애
미국 유학 시절부터 음악을 전공했으며 나중에 대한민국으로 귀국하게 된다. 1999년 수아라는 예명으로써 여성 2인조 댄스 팝, R&B 보컬 음악 그룹 허쉬(Hush)의 보컬리스트로 데뷔했고 2002년에는 쥬비(Jubi)라는 예명으로 솔로 가수 활동을 하였다.
2003년에는 MBC 드라마 《어사 박문수》의 OST, 밴드 사랑과 평화의 정규 앨범 7집 《Love & Peace : The Endless Legend》의 수록곡 작곡에 참여하였다. 현재는 서울에서 라이브 카페의 사장, 라이브 재즈 록 밴드의 구성원으로 활동하고 있다.

## 학력
- 서울동교초등학교 졸업
- 미국 캘리포니아주 샌프란시스코 Fern Greenwood 고등학교 수료
- 미국 캘리포니아주 로스앤젤레스 Sunny Hills 고등학교 졸업
- 미국 캘리포니아 주립대학교 로스앤젤레스교 피아노학과 학사

## 같이 보기
- 김일진